# Wasserkraftwerk Sohlstufe Lehen
Das Wasserkraftwerk Sohlstufe Lehen ist ein Laufwasserkraftwerk in der Salzach zwischen dem Stadtteil Lehen und dem Stadtteil Itzling im Norden der Stadt Salzburg in Österreich. Es weist eine Engpassleistung von 13,7 MW auf. Das Bauwerk ist auch ein Verbindungsweg für Fußgänger und Radfahrer zwischen den zwei Stadtteilen.

## Allgemeines
Das Kraftwerk Sohlstufe Lehen wurde am 2. Juli 2013 nach drei Jahren Bauzeit und Baukosten von 85 Millionen Euro in Probebetrieb genommen, am 13. September 2013 folgte der reguläre Betrieb. Die Anlage besteht aus zwei Kaplan-PIT-Turbinen mit einer Schluckfähigkeit von 250 m³/s, bei einer Fallhöhe von 6,6 m. Das Bauwerk wurde von Max Rieder und Erich Wagner entworfen und im Jahr 2014 mit dem Europäischen Betonbaupreis ausgezeichnet.
Die Salzach fließt hier in Richtung Nordnordwest (NNW). Zum rechten Ufer im Osten hin liegen 4 Wehrfelder, westlich davon schließt das Krafthaus an. Die Fischaufstiegshilfe leitet linksufrig etwas Wasser 70 m oberhalb des Sperrwerks aus, fließt die Salzach begleitend etwa 150 m abwärts und nach Linkswendung wieder 70 m zurück, alles in einem etwa 1,5 m schmalen betonierten, überwiegend offenen Kanal. Nach Unterführung der Uferbegleitstraße beginnt hier ein naturnahes breiteres Gerinne, das sich mit 300 m Länge westwärts schlängelt und von rechts in die Glan, diese fließt geradlinig Richtung NNO und mündet nach weiteren 300 m von links in die Salzach, im Unterwasser des Kraftwerks. Diese letzten 600 m der Fischtreppe weist etwa 40 Schwellen, überwiegend aus Natursteinreihen auf. 
Weiters wurde durch den Bau der Hochwasserschutz im Stadtgebiet verbessert und die fortschreitende Sohleeintiefung der Salzach verringert. Durch die am Kraftwerk angefügte Fischaufstiegshilfe wurde die Salzach für Fische wieder durchgängig. Für die Anwohner schafft die Kraftwerksanlage einen neuen Verbindungssteg zwischen den beiden Salzach-Ufern, hinzu kommen neu geschaffene Naherholungsgebiete.